# Macharbek Chadartsev
Macharbek Chadartsev, född den 2 oktober 1964 i Nordossetien, är en rysk brottare som tog OS-guld i lätt tungviktsbrottning i fristilsklassen 1988 i Seoul för Sovjetunionen, OS-guld igen i samma viktklass 1992 i Barcelona för det förenade laget och slutligen OS-silver i samma viktklass 1996 i Atlanta för Ryssland.